# Atlantische Hurrikansaison 2011
Die Atlantische Hurrikansaison 2011 begann offiziell am 1. Juni und endete am 30. November. Während dieser Periode bilden sich die meisten tropischen Stürme, da nur zu dieser Zeit geeignete Bedingungen, wie etwa ein warmer Ozean, feuchte Luft und wenig Windscherung, existieren, um die Bildung von Tropischen Wirbelstürmen zu ermöglichen.

## Saisonprognosen
Voraussagen über die Aktivität der kommenden Hurrikansaison werden jedes Jahr durch die Hurrikanexperten Philip J. Klotzbach und William M. Gray und ihren Mitarbeitern an der Colorado State University und separat durch die Meteorologen der NOAA sowie vom Konsortium Tropical Storm Risk erstellt.
Klotzbachs Team definierte die durchschnittliche Anzahl von Stürmen pro Saison im Durchschnitt (1950–2000) auf 9,6 tropische Stürme, 5,9 Hurrikane und 2,3 schwere Hurrikane (also solche, die auf der Saffir-Simpson-Hurrikan-Windskala zumindest in die Kategorie 3 eingestuft werden). Eine normale Saison, wie sie durch die NOAA festgelegt wurde, besteht aus 9–12 benannten Stürmen, von denen 5–7 Hurrikanstärke erreichen und 1–3 schwere Hurrikane werden.

### Prognosen vor Beginn der Saison
Am 8. Dezember 2010 sagte Klotzbachs Team in einer ersten Prognose für die atlantische Hurrikansaison 2011 eine überdurchschnittliche Aktivität mit 17 benannten Stürmen voraus. Von dem Team wird erwartet, dass davon neun Stürme zu einem Hurrikan werden, wobei fünf von ihnen zumindest die Kategorie 3 erreichen. Außerdem ging das Team von einer Accumulated Cyclone Energy (ACE) von etwa 165 aus und gab an, dass die Bildung von El-Niño-Bedingungen vor Beginn der Hurrikansaison unwahrscheinlich sei. Schließlich gab das Team in seiner Vorhersage an, dass die Wahrscheinlichkeit von Stürmen, die das Festland der Vereinigten Staaten erreichen werden, größer sei als 2010.
Tropical Storm Risk (TSR), ein Konsortium am University College London, dem Experten auf den Gebieten Versicherungen, Risikomanagement und klimatischen Saisonvorhersagen angehören, gab einige Tage vor dem Team von der CSU eine ähnliche Einschätzung bekannt. TSR geht von einer tropischen Wirbelsturmaktivität aus, die etwa vierzig Prozent höher liegen könnte, als der Durchschnitt der Jahre 1950–2010. In der Prognose rechnet TSR mit 15,6 (±4,3) tropischen Stürmen, 8,4 (±3,0) Hurrikanen und 4,0 (±1,7) schweren Hurrikanen (die Angaben in Klammern geben die Fehlerbandbreite an), der ACE wurde von TSR auf 141 (±58) prognostiziert.
Die am 6. April veröffentlichte Vorhersage von Klotzbachs Team umfasste nur geringe Änderungen. Der April-Vorhersage zufolge könnten in der Saison 2011 sechzehn benannte Stürme auftreten, von denen sich neun zu Hurrikanen und davon fünf zu Hurrikanen der Kategorie 3 oder höher entwickeln würden.
Das Climate Prediction Center der NOAA gab am 19. Mai seine vorsaisonale Prognose bekannt. Demnach rechnet die NOAA bei einer Wahrscheinlichkeit von 70 Prozent mit 12–18 benannten Stürmen, darunter 6–10 Hurrikanen, von denen sich drei bis sechs zu schweren Hurrikanen entwickeln dürften. Die zu erwartende Accumulated Cyclone Energy (ACE) wird auf 105–200 Prozent des Medians der Jahre 1981–2010 geschätzt. Der Prognose legten die Klimatologen der NOAA das Andauern der 1995 begonnenen warmen Phase der Atlantischen Multidekaden-Oszillation (AMO), die weiterhin hohen Wasseroberflächentemperaturen im tropischen Atlantischen Ozean und in der Karibischen See sowie den im Laufe des Sommers abklingenden La-Niña-Effekt und die Annahme der folgenden Normalphase der El Niño-Southern Oscillation zugrunde.
Das Met Office (UKMO) veröffentlichte am 26. Mai seine Vorhersage einer leicht überdurchschnittlich aktiven Hurrikansaison mit 13 benannten Stürmen und einer 70-prozentigen Wahrscheinlichkeit, dass deren Zahl zwischen 10 und 17 liegen würde. Das Met Office macht jedoch keine Unterscheidungen hinsichtlich der Intensität, wies also keine Zahl für Hurrikane und schwere Hurrikane aus. Das Institut sagte einen ACE-Wert von 151 voraus und dass der ACE-Wert mit 70-prozentiger Wahrscheinlichkeit zwischen 89 und 212 liegen werde.

## Stürme

### Sturmnamen
In der atlantischen Hurrikansaison 2011 wurden die nachfolgenden Namen verwendet:
Arlene, Bret, Cindy, Don, Emily, Franklin, Gert, Harvey, Irene, Jose, Katia, Lee, Maria, Nate, Ophelia, Philippe, Rina und Sean.
Nicht verwendet wurden die Namen
Tammy, Vince und Whitney.
Diese Namen wurden im Jahre 2017 wieder verwendet, mit Ausnahme des Namens Irene, der von der World Meteorological Organization im Frühjahr 2012 von der Liste der Namen tropischer Wirbelstürme gestrichen und durch Irma ersetzt wurde. Diese Liste ist identisch mit der Liste für die Atlantische Hurrikansaison 2005, mit Ausnahme der Namen Don, Katia, Rina, Sean und Whitney, die Dennis, Katrina, Rita, Stan und Wilma ersetzt haben.

### Tropischer Sturm Arlene
Am Abend des 28. Juni (Ortszeit) formierte sich im Golf von Mexiko der erste tropische Sturm der Saison. Er bewegte sich mit 11 km/h in westnordwestlicher Richtung auf die mexikanische Küste zu. Sein zentraler Druck betrug 1003 Hektopascal und die Windgeschwindigkeit im Zentrum lag bei rund 65 km/h. Später verstärkte sich das System auf bis zu 100 km/h, bevor es am Vormittag des 30. Juni (Ortszeit) beim Cabo Rojo zwischen Tuxpan und Tampico mexikanisches Festland erreichte. Am Abend (Ortszeit) desselben Tages löste sich Arlene in den Bergen der Sierra Madre Oriental auf. Durch die vom verbliebenen Resttief verursachten schweren Regenfälle sind nach Angaben der mexikanischen Behörden im zentralen Bergland Mexikos zwei Menschen ums Leben gekommen.

### Tropischer Sturm Bret
Mitte Juli erstreckte sich westwärts über den Nordatlantik eine Kaltfront, deren westlichste Komponente stationär in der Nähe Floridas lag. Am 16. Juli entwickelte sich entlang der schwächer werdenden Front nördlich der Bahamas ein Tiefdruckgebiet, das unter geringer werdender Windscherung sich besser organisierte. Es bildete sich eine geschlossene Zirkulation, so dass das NHC am 17. Juli um 21:00 Uhr UTC die Bildung des zweiten tropischen Tiefdruckgebietes der Saison meldete, als sich das Zentrum rund 160 km nordwestlich von Great Abaco Island befand. Es verstärkte innerhalb von drei Stunden zu einem tropischen Sturm und erhielt den Namen Bret. Das System bewegte sich nur gering, während sich Bret weiter intensivierte und die Gewittertätigkeit um das Zentrum zunahm. Der Sturm entwickelte am 18. Juli ein augenähnliches Merkmal und entwickelte mit Windgeschwindigkeiten um 100 km/h seine größte Stärke, bevor er sich in nordöstlicher Richtung davonbewegte. Obwohl starke Windscherung und trockene Luftmassen die weitere Entwicklung behinderten, behielt Bret in den beiden nachfolgenden Tagen eine wohlorganisierte Zirkulation und eine anhaltende Gewittertätigkeit bei. Das Zentrum löste sich jedoch von der Konvektion und so schwächte sich Bret am 22. Juli zum tropischen Tiefdruckgebiet ab. Trotz sehr ungünstiger Bedingungen blieb Bret noch mehrere Stunden ein tropisches System, löste sich dann etwa 600 km nördlich von Bermuda auf.

### Tropischer Sturm Cindy
Am 19. Juli entstand aus der Wetterfront, die an der Entstehung des Tropischen Sturms Bret beteiligt war, ein ausgedehntes Tiefdruckgebiet über dem Nordatlantik. Das System zog rasch ostwärts und bildete um sein Zirkulationszentrum nur minimale Konvektion aus, dennoch sah das NHC das Potential zu einer weiteren tropischen oder subtropischen Entwicklung. Das Tief verstärkte sich und erschien besser definiert, sodass es, nachdem die Konvektion näher am warmen Zentrum der Zirkulation auflebte, am 20. Juli um 21:00 Uhr UTC als Tropischer Sturm Cindy klassifiziert wurde. Das Zentrum befand sich zu diesem Zeitpunkt 1065 km ostnordöstlich von Bermuda. Zum Zeitpunkt der Bildung befand sich der Wirbelsturm in einer starken südwestlichen Luftströmung entlang des subtropischen Rückens, sodass für den Großteil der Existenz des Systems eine schnell, stetig nordostwärts gerichtete Wanderung zu erwarten war. Cindy intensivierte sich bis zum Höhepunkt mit Windgeschwindigkeiten von 110 km/h und einem minimalen Zentralluftdruck von 994 hPa. Die Zuggeschwindigkeit des Systems nahm zu, und eine ausgeprägte Front im Nordwesten sorgte für Windscherung. Spät am 22. Juli wurde die letzte Warnung zu Cindy ausgegeben, da sich das System durch die starke Windscherung auflöste. Das Resttief raste nach Nordosten davon, bis es im südlichen Bereich des außertropischen Systems aufging.

### Tropischer Sturm Don
Das vierte tropische Tiefdruckgebiet der Saison bildete sich am 27. Juli 2011 nördlich der Halbinsel Yucatán im Golf von Mexiko aus einer tropischen Welle, die lange Zeit unentwickelt in westliche Richtung durch die Karibik zog. Hurricane Hunters haben bei ihrer Mission Windgeschwindigkeiten von rund 39 Stundenmeilen und 1001-mb zentralen Druck gemessen, weshalb das System zum Tropensturm erklärt wurde. Das System bewegte sich in Richtung West-Nordwest auf die Küste des US-Bundesstaats Texas zu. Für die Küstengebiete wurde sofort eine Sturmwarnung ausgegeben.

### Tropischer Sturm Emily
Eine starke tropische Welle zog Ende Juli über mehrere Tage hinweg über den offenen tropischen Atlantik. Die Welle blieb jedoch ziemlich desorganisiert und es fehlte eine wohldefinierte Zirkulation. Das System organisierte sich langsam besser, als es sich am 31. Juli den Inseln über dem Winde annäherte, wo der Sturm zu heftigen Wetterbedingungen führte. Spät am 1. August fanden die Hurricane Hunters bei einem Aufklärungsflug eine geschlossene Zirkulation vor. Das System wurde daraufhin vom National Hurricane Center direkt als Tropischer Sturm Emily klassifiziert, kurz nachdem das Zentrum des Sturmes den Antillenbogen überquert hatte.
Das System bewegte sich weiter in Richtung Haiti, wobei es sich nur leicht verstärkte. Jedoch war es dort bei Ankunft am 4. August noch immer nicht gut organisiert, so dass Emily bei der Überquerung des haitianischen Festlandes stark an Kraft verlor und sich nur noch als sogenannte tropische Welle in Richtung Kuba bewegte. Dennoch brachte das Resttief starke Regenfälle im Westen der Insel Hispaniola (Haiti, Dominikanischen Republik) und dem Osten Kubas.
Zwei Tage später reaktivierte sich das Resttief über den nördlichen Bahamas-Inseln und wurde erneut als tropisches Tiefdruckgebiet klassifiziert. Am nächsten Tag löste sich das System wieder auf.

### Tropischer Sturm Franklin
Am 10. August bildete sich vor der Ostküste Floridas ein unorganisiertes Gebiet mit Schauern und Gewittern, das mit einem langgezogenen Tiefdruckgebiet in Verbindung stand. Das System wanderte langsam nach Nordosten, die Störung entwickelte sich dabei langsam; am Morgen des 12. August waren die Chancen der Entwicklung in ein tropisches System jedoch weiter gering. Während der folgenden Stunden organisierte sich die Gewittertätigkeit in einem Zone um ein gut definiertes Tiefdruckgebiet jedoch merklich. Das System wurde deswegen im Laufe des Tages zum sechsten tropischen Tiefdruckgebiet der Saison erklärt und befand sich zu diesem Zeitpunkt etwa 420 km nördlich von Bermuda.
Das System behielt einen nordöstlichen Kurs bei und intensivierte sich früh am 13. August nach einem großen Ausbruch von Konvektion in seinem Zentrum zum Tropischen Sturm Franklin. Noch am Vormittag erreichte Franklin mit einer andauernden Windgeschwindigkeit von 75 km/h seine größte Stärke, traf dann jedoch auf zunehmende Windgescherung und gelangte über kühleres Wasser. Ein rapider Zerfall der Struktur des Sturmes folgte, als weil die Bedingungen für ein tropisches System zunehmend ungünstiger wurden. Die Konvektion wurde um mehr als 150 km vom Zirkulationszentrum versetzt und Franklin begann, außertropische Eigenschaften anzunehmen. Früh am 14. August vervollständigte Franklin im Nordatlantik die Transition in ein außertropisches System, weswegen das NHC die letzte Warnung veröffentlichte. Tags darauf zerfiel das Tief westlich von Irland.

### Tropischer Sturm Gert
In der zweiten Woche des Augusts war ein schwaches Tiefdruckgebiet östlich von Bermuda. Bis zum 13. August hatte sich das Tiefdruckgebiet sehr gut definiert. Daher wurde es am gleichen Tag als tropisches Tiefdruckgebiet Sieben benannt und war an diesem Tag ca. 360 km südsüdöstlich von Bermuda. Es intensivierte sich schnell und wurde zum tropischen Sturm Gert. Gert näherte sich Bermuda. Zeitgleich erreicht Gert seinen Höhepunkt mit Windgeschwindigkeiten von 100 km/h. Gert brachte Regen und Wind von 40 km/h auf die Inseln. Am 16. August schwächte sich Gert stark ab und wurde zu einem extratropischen Sturm über dem offenen Atlantik, wo er sich alsbald auflöste.

### Tropischer Sturm Harvey
Mitte August trat eine sich nach Westen bewegende tropische Welle in die Karibik. Es gewann schließlich genug Organisation um als tropisches Tiefdruckgebiet Acht am 18. August klassifiziert zu werden. Am 19. August wurde es zum tropischen Sturm Harvey aktualisiert. Später am 19. August intensivierte sich der Sturm rasch und es wurde angekündigt, dass Harvey kurz vor Landfall ein Hurrikan wird. Doch am 20. August machte Harvey Landfall, aber nie mit Hurrikan-Stärke. Harvey wurde dann in ein Tiefdruckgebiet herabgestuft und löste sich am 22. August auf.

### Hurrikan Irene
Am Abend des 20. August war ein großes Tiefdruckgebiet intensiv genug, um als Tropischer Sturm Irene klassifiziert zu werden. Es zog früh am 21. August über die Leeward Inseln. Früh am 22. August verstärkt sich Irene in einen Kategorie-1-Hurrikan mit Windgeschwindigkeiten von 120 km/h und einem zentralen Druck von 987 hPa. Damit wurde Irene der erste Hurrikan der Saison. Früh am 24. August wurde Irene zu einem Kategorie-3-Hurrikan mit Windgeschwindigkeiten von 185 km/h heraufgestuft. Am 27. August machte Irene Landfall an der Küste von North Carolina als ein Hurrikan der Kategorie 1 mit Windgeschwindigkeiten von 140 km/h und einem ungewöhnlich niedrigen Luftdruck. Hurrikan Irene machte einen zweiten US-Landfall in New Jersey um 5.35 Uhr, sodass es der erste Hurrikan seit 108 Jahren war, der Landfall in New Jersey machte. Am 28. August wurde Irene zu einem tropischen Sturm herabgestuft und machte gegen 9:00 Uhr seinen dritten US-Landfall in Brooklyn, New York City. Irene wurde ein extratropischer Sturm über Québec, Kanada am 29. August. In Folge verharrte es einige Tage als mächtiges Islandtief, und zerfiel dort um den 3. September.
Irene tötete mindestens 56 Menschen, zehn US-Bundesstaaten und Kanada waren durch Schäden betroffen. Irene war der zwölftteuerste Hurrikan der Geschichte. Er verursachte einen Schaden von 10,1 Milliarden US-Dollar.

### Tropisches Tiefdruckgebiet Zehn
Am 21. August verließ eine tropische Welle die Westküste von Afrika. Während der nächsten vier Tage zog die tropische Welle in den Atlantik und verstärkte sich langsam. Am 25. August wurde es im östlichen Atlantik zum tropischen Tiefdruckgebiet Zehn. Allerdings blieb das Tiefdruckgebiet schlecht organisiert und löste sich bereits einen Tag danach, am 26. August, wieder auf.

### Tropischer Sturm Jose
Am 17. August verließ eine tropische Welle die Westküste von Afrika. Während der ersten paar Tage erzeugte die tropische Welle Konvektion und sie bewegte sich langsam nach Westen. Aber in der nächsten Woche wurde die Welle zu einem schwachen Tiefdruckgebiet. Das Tiefdruckgebiet bewegte sich zu dem Zeitpunkt nach Nordwesten, während die Intensität etwas schwankte. In den nächsten Tagen näherte sich die tropischen Welle Bermuda. Doch schon sehr früh am 28. August und während der nächsten paar Stunden, verstärkt sich das Tiefdruckgebiet. Ein paar Stunden später gelang es dem Tiefdruckgebiet sich westlich von Bermuda kurz zu einem tropischen Sturm zu verstärken. Es bekam den Namen Jose. Jose begann sich langsam nordnordöstlich zu bewegen. Es dauerte nur 27 Stunden bis sich Jose am 29. August wieder auflöste.

### Hurrikan Katia
Der elfte benannte Sturm, Katia, der Saison bildete sich am 29. August südlich der Kapverdischen Inseln und zog zunächst schnell westwärts über den tropischen Atlantik. Am 30. August intensivierte sich das System zum tropischen Sturm und erhielt den Namen Katia. Am 1. September wurde Katia zu einem Hurrikan hochgestuft. Aufgrund recht starker Windscherung verlor der Hurrikan an Kraft und wurde im Tagesverlauf zu einem tropischen Sturm zurückgestuft. Am 2. September intensivierte sich Katia erneut zu einem Hurrikan.
Katia nahm daraufhin einen nördlichen Kurs und wurde schließlich von einem sich annähernden Trog nach Nordosten abgelenkt. Katia verlor seine tropischen Eigenschaften und gelangte als starker außertropischer Sturm (Tief ex-Katia) am 12. September nach Europa. Er erreichte über den britischen Inseln wieder Orkanstärke (bis 158 km/h). Der Sturm verursachte im Vereinigten Königreich einen Schaden um 100 Millionen Pfund, und forderte ein Todesopfer.
Selbst im Baltikum und Russland führte das weitziehende Tiefdruckgebiet mit Böen um 90 km/h am 15. des Monats noch zu Stromausfällen, bevor es um den 17. in der Weißmeer-Region zerfiel.

### Unbenannter tropischer Sturm
Im Rahmen ihrer Nachanalyse der Hurrikansaison klassifizierten die Meteorologen des National Hurricane Center ein System, das sich am 1. September um 0:00 Uhr UTC etwa 370 km nördlich von Bermuda gebildet hatte. Es entstand aus einer am Tag zuvor identifizierten tropischen Störung, die mit Beginn des 1. September als tropisches Tiefdruckgebiet klassifiziert wurde. Obwohl das System in ein Gebiet mit recht mäßiger Windscherung eingebettet war, intensivierte es sich rasch in einen tropischen Sturm, wurde jedoch nicht benannt, weil im operativen Betrieb diese Intensivierung nicht bemerkt wurde. Das System erreichte früh am 2. September seine größte Intensität mit Windgeschwindigkeiten von 75 km/h und wandelte sich im Tagesverlauf zu einem außertropischen System. Dieses setzte seine Wanderung in ostnordöstlicher und später in östlicher Richtung fort, wobei es sich langsam abschwächte. Zu Beginn des 4. September zerfiel das Resttief des Systems in einen flachen Oberflächentrog.

### Tropischer Sturm Lee
Ende August produzierte eine tropische Welle im westlichen Karibischen Meer verstreut Schauer und Gewitter. Das System wandere stetig west-nordwestwärts, und die Welle begann sich zu organisieren, als sie im südöstlich Golf von Mexiko angelangt war. Spät am 1. September stellten Hurricane Hunters bei einem Flug in das System fest, dass eine geschlossene bodennahe Zirkulation vorhanden war, weswegen das System am 2. September um 0:00 Uhr UTC zum Tropischen Tiefdruckgebiet Dreizehn erklärt wurde. Das Tiefdruckgebiet zog nach Nordwesten und wurde im Tagesverlauf zum Tropischen Sturm Lee hochgestuft. Lee organisierte sich weiter und erreichte seine größten andauernden Windgeschwindigkeiten mit 95 km/h früh am 3. September, als sich das Zentrum knapp südlich der Küste von Louisiana befand. Am 4. September um 11:00 Uhr UTC zog das Zentrum etwa 80 km südwestlich von Lavayette, Louisiana mit andauernden Windgeschwindigkeiten von etwa 70 km/h über Land.
Von Lee erzeugte Starkregenfälle führten in den Parish Iberia, Terrebone, Plaquemines, St. Bernard, St. Tammany und Jefferson in Louisiana und den Countys Hancock, Harrison, Jackson und Stone in Mississippi zu Sturzfluten und Überschwemmungen. In New Orleans, für das von Bürgermeister Mitch Landrieu schon vor dem Eintreffen des Sturmes Katastrophenalarm ausgelöst wurde, fielen nach dessen Angaben zwischen 250 und 320 mm Niederschlag. Die 24 Pumpstationen, die das zu großen Teilen unter dem Meeresspiegel liegende New Orleans vor dem Volllaufen schützen sollen blieben voll funktionsfähig, im Gegensatz zu 2005 als beim Durchzug von Hurrikan Katrina das Versagen von Pumpstationen dazu führte, dass Teile der Stadt mehrere Meter hoch überschwemmt wurden. In einigen von Überschwemmungen gefährdeten Gebieten wurde als Vorkehrungsmaßnahme die Ölförderung eingestellt, auch zahlreiche Ölbohrinseln im Golf von Mexiko waren evakuiert worden. Die Auswirkungen des tropischen Sturmes verursachten den Tod von mindestens fünf Personen, darunter zwei Personen, die in Texas in ihrem Wohnwagen verbrannten, nachdem Ausläufer des Sturmes ein Buschfeuer angefacht hatten. Während Lee durch Louisiana zog, schwächte sich der Sturm rasch ab und früh am 5. September gab das NHC seine letzte Warnung aus. Das Resttief zog langsam nach Nordosten und sorgte in den folgenden drei Tagen für extreme Niederschläge, die vor allem in Pennsylvania, im Westen New Yorks und den kanadischen Provinzen Québec und Ontario Überflutungen verursachten.

### Hurrikan Maria
Am 5. September organisierte sich ein Tiefdruckgebiet westlich von Afrika. Es wurde zum tropischen Tiefdruckgebiet Vierzehn. Am Morgen des 7. Septembers wurde es zum Tropischen Sturm Maria aufgewertet. Im tropischen Atlantik behinderten hohe Windscherungen ihre Entwicklung, und Maria hätte sich fast aufgelöst, bevor am 9. September die Konvektion begann und er sich wieder aufbaute. Am folgenden Tag wurden die Bedingungen günstiger, und der tropische Wirbelsturm wurde zum Kategorie 1 Hurrikan. Am Nachmittag des 16. September verlor der Sturm die tropischen Eigenschaften vor der Küste von Neufundland. Er machte an der Südspitze der Halbinsel Avalon Landfall. Er löste heftigen Regen in der neufundländischen Hauptstadt Saint John’s aus.
Wie schon Katia zuvor zog das Tief (ex-Maria) weiter nach Europa, als mächtiges Tief über Island und Skandinavien, und zerfiel erst am 25. des Monats im Raum des Weißen Meeres.

### Hurrikan Nate
In den Morgenstunden des 6. September wurden Gewitter einem Tiefdrucksystem zugeordnet, das sich in der Bucht von Campeche organisierte. Am folgenden Tag konnte das System als ein tropischer Sturm klassifiziert werden und erhielt den Namen Nate. Bei einer sehr langsamen Zuggeschwindigkeit begann sich Nate zu intensivieren. In den Nachmittagsstunden des 8. September erreichte Nate eine höchste Windgeschwindigkeit von 120 km/h, war also ein schwacher Kategorie-1-Hurrikan. Aufgrund von kühlerem Gewässer begann sich Nate etwas abzuschwächen. Am 11. September machte Nate Landfall an der mexikanischen Küste; als schwacher tropischer Sturm mit einer maximalen Windgeschwindigkeit von 65 km/h. Kurz nach seinem Landfall lösten sich viele von Nates Gewittern und Regenbändern schnell auf, sodass die Niederschlagsmenge nicht so hoch war, wie zuvor angenommen.

### Hurrikan Ophelia
Anfang September befand sich eine gut definierte tropische Welle vor der afrikanischen Küste. Die Störung begann sich zu organisieren, sodass es am 21. September zum fünfzehnten tropischen Tiefdruckgebiet der Saison wurde. Es verstärkte sich rasch zum tropischen Sturm Ophelia. Fast so schnell wie es zu einem tropischen Sturm wurde, begann die vertikale Windscherung und hatte Auswirkungen auf das System. Ophelia verstärkte sich trotz der ungünstigen Bedingungen langsam und erreichte am 22. September Windgeschwindigkeiten von 100 km/h. Das System schwächte sich kurz zu einem minimalen tropischen Sturm ab und wurde am 25. September kurzzeitig extratropisch. Am 27. September entwickelte sich Ophelia erneut zu einem tropischen Tiefdruckgebiet, erreichte am 29. September schon Windgeschwindigkeiten von 110 km/h und wurde durch günstige Bedingungen ein starker tropischer Sturm. Am nächsten Tag verstärkte Ophelia sich in einen Kategorie-1-Hurrikan und später in einen Hurrikan der Kategorie 2 mit Windgeschwindigkeiten von 165 km/h und einem Luftdruck von 970 hPa. Ophelia intensivierte sich rasch und war bereits 6 Stunden später ein schwerer Hurrikan der Kategorie 3, der dritte der Saison. Es wurde vermutet, dass sich Ophelia wieder abschwächen würde, aber am 1. Oktober wurde Ophelia unerwartet östlich von Bermuda zu einem Hurrikan der Kategorie 4. Ophelia konnte sich jedoch nicht weiter verstärken. Am 2. Oktober wurde Ophelia immer schwächer, sodass sie einen Tag später nur noch ein tropischer Sturm war und über Neufundland zog. Am 3. Oktober wurde Ophelia über Neufundland extratropisch. Wie schon einige Tiefs der Saison zuvor wurde auch ex-Ophelia in Europa wetterbestimmend (Sturm bis 100 km/h und Schneefall in Schottland), und löste sich erst um den 8. Oktober über dem Polarmeer noch östlich Novaja Semlja auf.
Ophelia war mit 220 km/h und einem Luftdruck von 940 hPa der stärkste atlantische Hurrikan der Saison 2011.

### Hurrikan Philippe
Am 23. September befand sich eine gut definierte tropische Welle vor der Küste von Afrika und wies eine hohe Gewitteraktivität auf. Sich in Richtung Westen bewegend und eingebettet in ein günstiges Umfeld, entwickelte sich die Welle schnell. In den Morgenstunden des 24. September wurde es als tropisches Tiefdruckgebiet eingestuft, während es sich etwa 465 km südlich der Kapverdischen Inseln befand. Später an diesem Tag wurde das tropische Tiefdruckgebiet zum tropischen Sturm hinaufgestuft und bekam den Namen „Philippe“. Philippe erreichte am nächsten Tag Höchstgeschwindigkeiten von 95 km/h. Das System zog in westliche-nordwestliche Richtung und schwächte sich immer mehr ab, sodass es am 28. September nur noch Windgeschwindigkeiten von 65 km/h aufwies. Doch am 1. Oktober verstärkte sich Philippe und wurde ein starker tropischer Sturm mit Windgeschwindigkeiten von 110 km/h. Nachdem Philippe für zwölf Tage als tropischer Sturm klassifiziert worden war, wurde er am 2. Oktober trotz hoher Windscherung kurzfristig zum Hurrikan der Kategorie 1 aufgestuft. Am 6. Oktober verstärkte sich Philippe erneut und wurde zu einem starken Hurrikan der Kategorie 1. Am 8. Oktober schwächte sich der Hurrikan zu einem tropischen Sturm ab. Einige Stunden später verlor Philippe seine tropischen Eigenschaften und wurde am 9. Oktober extratropisch. Mit seiner Dauer von 17 Tagen ist Philippe der langlebigste Hurrikan seit Bertha im Juli 2008, der eine ähnliche Zugbahn wie Philippe hatte.

### Hurrikan Rina
Ende Oktober organisierte sich Konvektion am Ende einer Kaltfront. Als sich ein Tiefdruckgebiet gebildet hatte, begann es in Richtung Nordnordwest zu ziehen und sich weiter zu organisieren. In den Nachmittagsstunden wurde es dann zum Tropischen Tiefdruckgebiet Achtzehn aufgestuft. Der Sturm intensivierte sich und wurde am Abend des 23. Oktober zum Tropischen Sturm Rina. Am 24. Oktober machte der Sturm eine rapide Intensivierung in einen Hurrikan durch. 100 Menschen wurden durch Rina in Mittelamerika auf Grund von Überflutungen getötet. 27 Menschen, die auf einem Schiff waren, werden vermisst. Nach einer weiteren Stärkung wurde das System zu einem Hurrikan der Kategorie 3 hochgestuft. Zunehmende Windscherung und trockene Luft sorgten aber dafür, dass Rina sich erst zu einem Kategorie-1-Hurrikan und dann zu einem Tropischen Sturm abschwächte. Am 27. Oktober machte Rina Landfall an der Ostküste von Yucatán und zog direkt über die Stadt Cancún. Am nächsten Tag schwächte sich Rina in der Yucatánstraße in eine tropische Welle ab.

### Tropischer Sturm Sean
In der ersten Novemberwoche entwickelte sich über dem südlichen North Carolina ein nichttropisches Tiefdruckgebiet, das auf den offenen Atlantik hinaus zog und auf seinem südöstlichen Kurs über zunehmend wärmeres Wasser geriet. Das nichttropische System, das südwestlich von Bermuda bereits Sturmstärke erreichte, organisierte sich langsam besser und wurde am 8. November vom National Hurricane Center zum Subtropischen Sturm Sean erklärt.
Kurz darauf begann das System, tropische Eigenschaften anzunehmen und wurde drei Stunden später als tropischer Sturm klassifiziert. Der Sturm zog zunächst westwärts, schlug dann eine eher nördliche und schließlich nordöstliche Zugbahn ein. Sean erreichte am 9. und 10. November mit Windgeschwindigkeiten von 100 km/h seine Spitzenintensität, bevor er auf stärkere Windscherung traf.
Früh am 12. November wurde Sean einige hundert Kilometer nordöstlich von Bermuda absorbiert von einer Kaltfront, die mit einem außertropischen Tiefdruckzentrum über Neufundland in Verbindung stand.

## Accumulated Cyclone Energy (ACE)
| 1  | 24,8  | Katia    | 11 | 1,99  | Emily      |            |            |            |            |            |
| 2  | 20,3  | Irene    | 12 | 1,85  | Gert       |            |            |            |            |            |
| 3  | 18,4  | Ophelia  | 13 | 1,71  | Lee        |            |            |            |            |            |
| 4  | 14,8  | Philippe | 14 | 1,63  | Arlene     |            |            |            |            |            |
| 5  | 9,07  | Rina     | 15 | 1,62  | Don        |            |            |            |            |            |
| 6  | 8,74  | Maria    | 16 | 1,53  | Harvey     |            |            |            |            |            |
| 7  | 3,83  | Nate     | 17 | 0,848 | unbenannt  |            |            |            |            |            |
| 8  | 3,328 | Sean     | 18 | 0,528 | Jose       |            |            |            |            |            |
| 9  | 2,945 | Bret     | 19 | 0,283 | Franklin   |            |            |            |            |            |
| 10 | 2,313 | Cindy    |    |       | Total: 121 | Total: 121 | Total: 121 | Total: 121 | Total: 121 | Total: 121 |

Die nebenstehende Tabelle zeigt die ACE für jeden Sturm dieses Jahres. Die ACE beschreibt die Energie eines tropischen Sturms, indem die Stärke eines Sturms mit der Dauer multipliziert wird, das heißt, lange andauernde Stürme, sowie starke Stürme haben einen hohen ACE-Wert. Traditionell werden von der NOAA lediglich Stürme mit Windgeschwindigkeiten von über 34 Knoten (63 km/h) erfasst.